# Liste schwedischer Militärfahrzeuge
In dieser Liste von Fahrzeugen sind die von den Schwedischen Streitkräfte verwendeten gepanzerten und ungepanzerten motorisierten Fahrzeuge aufgeführt.

## Geländewagen
| Bezeichnung                             | Bemerkungen             | Hersteller | Hersteller bezeichnung | Anzahl | Einsatzzeit | Kategorie    | museal erhalten | Bild |
| --------------------------------------- | ----------------------- | ---------- | ---------------------- | ------ | ----------- | ------------ | --------------- | ---- |
| Volvo TPV (Terrängpersonvagn m/43)      |                         | Volvo      | Volvo TPV              | 210    | 1944–1946   | Geländewagen |                 |      |
| Volvo TP 21 (Radiopersonterrängbil 915) | Nachfolger von TPV m/43 | Volvo      | Volvo TP 21            | 720    | 1953–1958   | Geländewagen |                 |      |

## Mehrzweckfahrzeuge
| Bezeichnung                                       | Bemerkungen | Hersteller | Hersteller bezeichnung | Anzahl | Einsatzzeit | Kategorie         | museal erhalten | Bild |
| ------------------------------------------------- | ----------- | ---------- | ---------------------- | ------ | ----------- | ----------------- | --------------- | ---- |
| Volvo C202 (Personlastterrängbil 903 (Pltgb 903)) |             | Volvo      | Volvo L3314            |        | 1961–1974   | Mehrzweckfahrzeug |                 |      |
| Volvo C303 (Terrängbil 11/13)                     |             | Volvo      | Volvo C 303            |        | 1974–84     | Mehrzweckfahrzeug |                 |      |

## Zugmaschinen
| Bezeichnung                          | Bemerkungen                     | Hersteller | Hersteller bezeichnung    | Anzahl | Einsatzzeit | Kategorie   | museal erhalten | Bild |
| ------------------------------------ | ------------------------------- | ---------- | ------------------------- | ------ | ----------- | ----------- | --------------- | ---- |
| Artilleritraktor m/40 (Arttrak m/40) | Sd.Kfz. 10                      | Demag      |                           | 28     |             | Zugmaschine |                 |      |
| Artilleritraktor m/43 (Arttrak m/43) | abgeleitet aus dem Arttrak m/40 | Volvo      | HBT-107 (Halvbandtraktor) | 108    | 1944–1956   | Zugmaschine | in Hässleholm   |      |

## Lastkraftwagen
| Bezeichnung                   | Bemerkungen | Hersteller              | Hersteller bezeichnung | Anzahl  | Einsatzzeit | Kategorie | museal erhalten | Bild |
| ----------------------------- | ----------- | ----------------------- | ---------------------- | ------- | ----------- | --------- | --------------- | ---- |
| Terrängbil m42 M (Tgb m/42 M) |             | Klöckner-Humboldt-Deutz | A 3000                 | ca. 600 | 1943–....   | LKW       | in Strängnäs    |      |
| Terrängbil m/42 VL (Tgb m/42) |             | Volvo                   | TLV 131                | 209     | 1943–....   | LKW       | in Strängnäs    |      |

## Selbstfahrlafetten
| Bezeichnung                           | Bemerkungen                        | Hersteller       | Hersteller bezeichnung | Anzahl | Einsatzzeit | Kategorie      | museal erhalten             | Bild |
| ------------------------------------- | ---------------------------------- | ---------------- | ---------------------- | ------ | ----------- | -------------- | --------------------------- | ---- |
| Luftvärnskanonvagn fm/43 (Lvkn fm/43) | abgeleitet aus dem Stridsvagn m/40 | Landsverk        |                        | 17     | 1947–19..   | Flakpanzer     | in Strängnäs, in Hässleholm |      |
| Pansarvärnskanonvagn m/43 (Pvkn m/43) | abgeleitet aus dem Stridsvagn m/42 | Landsverk        |                        | 87     | 1947–1970   | Jagdpanzer     | in Strängnäs, in Hässleholm |      |
| Infanterikanonvagn 102 (Ikv 102)      |                                    | Landsverk        |                        |        | 1956–1980   | Jagdpanzer     | in Karlstad                 |      |
| Infanterikanonvagn 91 (Ikv 91)        |                                    | Hägglund & Söner |                        |        | 1976–20..   | Jagdpanzer     |                             |      |
| Stormartillerivagn m/43 (Sav m/43)    | abgeleitet aus dem Stridsvagn m/41 | Scania-Vabis     |                        | 36     | 1944–1973   | Sturmgeschütz  | in Strängnäs                |      |
| Bandkanon 1 (Bkan 1)                  | abgeleitet aus dem Stridsvagn 103  | Bofors           |                        | 26     | 196.–2003   | Panzerhaubitze |                             |      |

## Schützenpanzer
| Bezeichnung                        | Bemerkungen               | Hersteller       | Hersteller bezeichnung | Anzahl  | Einsatzzeit | Kategorie      | museal erhalten             | Bild |
| ---------------------------------- | ------------------------- | ---------------- | ---------------------- | ------- | ----------- | -------------- | --------------------------- | ---- |
| Terrängbil m/42 SKP (Tgb m/42 SKP) |                           | Scania-Vabis     | auf Scania-Vabis F 10  |         |             | Schützenpanzer |                             |      |
| Terrängbil m/42 VKP (Tgb m/42 VKP) |                           | Volvo            | auf Volvo TLV 141      |         |             | Schützenpanzer |                             |      |
| Pansarbandvagn 301 (Pbv 301)       | Umbau aus Stridsvagn m/41 | Hägglund & Söner |                        | 185     | 1961–1971   | Schützenpanzer | in Strängnäs, in Hässleholm |      |
| Pansarbandvagn 302 (Pbv 302)       |                           | Hägglund & Söner |                        | ca. 650 | 1966–2014   | Schützenpanzer |                             |      |
| Pansarbandvagn 401 (Pbv 401)       | ex NVA                    | Kirow-Werke      | MT-LB                  |         | 1992–2010   | Schützenpanzer |                             |      |
| Pansarbandvagn 501 (Pbv 501)       | ex NVA                    |                  | BMP-1                  |         | 1993–2005   | Schützenpanzer |                             |      |

## Pioniergerät
| Bezeichnung                      | Bemerkungen                       | Hersteller | Hersteller bezeichnung | Anzahl | Einsatzzeit | Kategorie   | museal erhalten | Bild |
| -------------------------------- | --------------------------------- | ---------- | ---------------------- | ------ | ----------- | ----------- | --------------- | ---- |
| Bärgningsbandvagn 120 (Bgbv 120) | abgeleitet aus dem Stridsvagn 121 |            | Bergepanzer Büffel     |        |             | Bergepanzer |                 |      |

## Kampfpanzer
| Bezeichnung                                               | Bemerkungen                          | Hersteller                          | Hersteller bezeichnung | Anzahl             | Einsatzzeit         | Kategorie        | museal erhalten                    | Bild |
| --------------------------------------------------------- | ------------------------------------ | ----------------------------------- | ---------------------- | ------------------ | ------------------- | ---------------- | ---------------------------------- | ---- |
| Stridsvagn fm/21 (Strv fm/21) vorher als Pansarvagn fm/22 |                                      | leichter Panzer                     | LK II                  | 10                 | 1922–1939           | leichter Panzer  | in Strängnäs                       |      |
| Stridsvagn m/21-29 (Strv m/21-29)                         | Umbau aus Strv fm/21                 | Nohab (3 Stück) Landsverk (2 Stück) | (LK II)                | 5                  | 1930–1939           | leichter Panzer  | in Strängnäs, in Munster als LK II |      |
| Stridsvagn fm/28 (Strv fm/28)                             |                                      | Renault                             | NC 27                  | 1                  | 1928–1939           | leichter Panzer  | in Strängnäs                       |      |
| Traktor Nr. 53 (Tr 53)                                    |                                      | Vickers                             | Carden-Loyd Mk.V*      | 1                  | 1931–1939           | Tankette         |                                    |      |
| Traktor Nr. 52 (Tr 52)                                    |                                      | Vickers                             | Carden-Loyd Mk.VI      | 1                  | 1931–1939           | Tankette         | in Strängnäs                       |      |
| Stridsvagn m/31 (Strv m/31)                               |                                      | Landsverk                           | L-10                   | 3                  | 1935–1940           | leichter Panzer  | in Strängnäs                       |      |
| Stridsvagn fm/31 (Strv fm/31)                             |                                      | Landsverk                           | L-30                   | 1                  | 1935–1936           | leichter Panzer  | in Strängnäs                       |      |
| Stridsvagn m/37 (Strv m/37)                               |                                      | ČKD (2 Stück) Jungner (46 Stück)    | AH-IV Sv               | 48                 | 1938–1953           | leichter Panzer  | in Strängnäs                       |      |
| Stridsvagn m/38 (Strv m/38)                               |                                      | Landsverk                           | L-60 SI                | 16                 | 1938–1957           | leichter Panzer  | in Strängnäs                       |      |
| Stridsvagn m/39 (Strv m/39)                               |                                      | Landsverk                           | L-60 SII               | 20                 | 1940–1957           | leichter Panzer  |                                    |      |
| Stridsvagn m/40 (Strv m/40L) (Strv m/40K)                 |                                      | Landsverk Karlstad                  | L-60 SIII L-60 SV      | 100 80             | 1941–1957 1944–1957 | leichter Panzer  |                                    |      |
| Stridsvagn m/41 (Strv m/41 SI) (Strv m/41 SII)            |                                      | Scania-Vabis Lizenz von ČKD-Praga   | TNHP                   | 116 (SI) 106 (SII) | 1942–1959 1943–1959 | leichter Panzer  | in Strängnäs                       |      |
| Stridsvagn m/42 (Strv m/42)                               | später als Infanterikanonvagn 73     | Landsverk Volvo                     |                        | 282                | 1943–19..           | mittlerer Panzer | in Strängnäs                       |      |
| Stridsvagn 74 (Strv 74)                                   | Umbau aus Stridsvagn m/42            | Landsverk Volvo                     |                        | 225                | 1958–1984           | mittlerer Panzer | in Strängnäs                       |      |
| Stridsvagn 81 (Strv 81)                                   | zuerst Stridsvagn C III              |                                     | Centurion Mk.3         | 240                | 1953-19..           | Kampfpanzer      | in Strängnäs                       |      |
| Stridsvagn 101 (Strv 101)                                 |                                      |                                     | Centurion Mk.10        |                    |                     | Kampfpanzer      | in Strängnäs                       |      |
| Stridsvagn 102 (Strv 102)                                 | kampfwertgesteigerter Stridsvagn 81  |                                     | Centurion Mk.3         | 240                | 1962-19..           | Kampfpanzer      | in Hässleholm                      |      |
| Stridsvagn 103 (Strv 103)                                 |                                      | Bofors                              |                        | 290                | 1966–19..           | Kampfpanzer      |                                    |      |
| Stridsvagn 104 (Strv 104)                                 | kampfwertgesteigerter Stridsvagn 102 |                                     | Centurion Mk.10        |                    |                     | Kampfpanzer      |                                    |      |
| Stridsvagn 121 (Strv 121)                                 |                                      |                                     | Leopard 2              |                    |                     | Kampfpanzer      |                                    |      |
| Stridsvagn 122 (Strv 122)                                 |                                      |                                     | Leopard 2A5            |                    |                     | Kampfpanzer      |                                    |      |